# Каменный мост (Скопье)
Каменный мост (макед. Камен мост, алб. Ura e gurit, тур. Taşköprü) — пешеходный каменный арочный мост через реку Вардар в столице Северной Македонии, городе Скопье. Существующий мост построен в 1451—1469 годах османским султаном Мехмедом Завоевателем на фундаменте моста VI века. Также известен под неофициальным названием Душа́нский мост, в честь сербского короля Стефана Душана. Считается одним из символов Скопье — его изображение помещено на герб и флаг города. 
Расположен на Площади Македонии, соединяя старую и новую часть города.

## История
Первый каменный мост на этом месте был построен во времена правления императора Юстиниана в VI веке (или даже раньше). Существующий мост был построен на римском фундаменте в 1451—1469 годах при султане Мехмеде II.
За время существования мост неоднократно разрушался и восстанавливался. Во время землетрясения 1555 года были повреждены 4 опоры моста, которые были исправлены в том же году.
Мост каменный арочный, состоит из 12 пролётов. Общая длина составляет около 210 м.